# George Clint
George Clint né le 12 avril 1770 et mort le 10 mai 1854 est un portraitiste et graveur anglais.